# Svatava Simonová
Svatava Simonová (25. ledna 1935, Pěnčín – 25. března 2018, Praha) byla česká režisérka a spisovatelka. Natočila několik desítek pohádek, hlavně pro Českou televizi. Byla matkou klavíristy Jana Simona a manželkou klavíristy a hudebního skladatele Ladislava Simona.
Zemřela 25. března 2018 v v nemocnici v Motole ve věku 83 let.

## Filmografie

### Filmy
- 1964 – Nekonečné mládí
- 1966 – Pohádka o velblouďátku
- 1969 – Honza a zázračná fazole
- 1974 – Honza a Růžová panenka
- 1975 – Jak se ševcem šili čerti
- 1976 – O Všudybylovi
- 1978 – Zadními vrátky do ZOO za zvířátky
- 1979 – Velká policejní pohádka
- 1979 – O zakleté princezně
- 1980 – Sestřičky růží
- 1980 – Pastýřská pohádka
- 1980 – Meluzína
- 1981 – Pohádka z našeho domu
- 1981 – O stříbrném a zlatém vajíčku
- 1981 – Chudák muzika
- 1981 – Jak Kačenka hledala tátu
- 1982 – Třeboňská pohádka
- 1982 – Vojáček a dračí princezna
- 1983 – Anulka a pan Pětiočko
- 1983 – Co poudala bába Futéř
- 1983 – Darmošlap z Nemanic a princezna Terezka
- 1983 – Perníkový dědek
- 1984 – Anynka a čert
- 1984 – Honza a tři zakleté princezny
- 1984 – Králi, já mám nápad
- 1985 – Jamamba
- 1985 – Když hraje klarinet
- 1985 – O Honzovi a princezně Dorince
- 1985 – Sedmipírek
- 1985 – Vodník v pivovaře
- 1986 – Bratr a sestra
- 1986 – O ztracené kuchařce
- 1986 – Pohádka bez konce
- 1986 – Píseň o statečném Heřmanovi a sličné Jitce
- 1986 – Vděčná zvířátka
- 1987 – Honza a tajemná Hastroška
- 1987 – Motovidla
- 1987 – O lesním království
- 1988 – Bludiště cest
- 1988 – Co medvědi nevědí
- 1988 – Zlatý copánek
- 1989 – Berenika
- 1989 – Klaním se, měsíci
- 1990 – Duch času
- 1990 – Jehlice sluneční paní
- 1990 – Koho ofoukne větříček
- 1990 – Zachýsek, zvaný Rumělka
- 1990 – Zrcadlo
- 1991 – Pohádka o touze
- 1991 – Princezna Duše
- 1991 – Rudá Divuše
- 1991 – Tajemství
- 1991 – Usmívat se, prosím
- 1992 – O dvou sestrách a Noční květině
- 1992 – O myrtové panně
- 1992 – O princi, který měl o kolečko víc
- 1992 – Pohádka o prolhaném království
- 1993 – Hora jménem Andělská
- 1993 – Kryštof a Kristina
- 1993 – Zelený rytíř
- 1994 – Hořké víno
- 1995 – Modrá krev
- 1995 – Pohádka o lidech a Boží lékárně
- 1996 – Jak si pan Pinajs kupoval od kocoura sádlo
- 1996 – Pohádka o nejšťastnějším království
- 1996 – Pohádka z větrného mlýna
- 1997 – Bronzová koruna
- 1997 – Kouzelnice
- 1998 – Královny kouzelného lesa
- 1998 – O modrém ptáčku
- 1998 – O třech ospalých princeznách
- 1999 – Mořská brána
- 2002 – Prsten kohouta Alektrya

### TV seriály
- 1965 – Pohádkový zeměpis
- 1974 – Příběhy telátka Kopejtka
- 1977 – Bubetka a Smítko
- 1977 – Povídám, povídám pohádku
- 1978 – Pohádky z květináče
- 1979 – Už nám byly tři
- 1983 – Jojo
- 1986 – Skřítek Halahoj
- 1987 – Voňavé haraburdí

### TV pořad
- 1977 – Roste, kvete, zelená se

### Divadelní záznam
- 1975 – Jan Žižka u hradu Rábí